# Razorback (serveur ed2k)
Pour les articles homonymes, voir Razorback.
Razorback est une association suisse qui possédait un serveur informatique destiné à participer au fonctionnement du réseau de partage de fichiers en pair à pair Edonkey-eMule, sur lequel se connectait, au maximum de son activité, plus de 33 % des utilisateurs du réseau eDonkey2000[réf. nécessaire]. Le 21 février 2006, ses serveurs ont été saisis par la police belge.
En complément des activités de serveur, l'association a mis en place de nombreuses autres structures, comme des statistiques sur l'ensemble du réseau de P2P : l'ED2K history, une aide à la diffusion des contenus légaux de musique libre de Jamendo, la distribution légale de logiciels via la chaîne téléchargements de Ratiatum de la diffusion d'ebooks libres de droits et un support au logiciel de recherche scientifique Folding@Home (avec la team p2p-community).

## Saisie par la Police
Les serveurs, situés à Zaventem près de Bruxelles, ont été saisis le mardi 21 février 2006 par la Federal Computer Crime Unit de la police fédérale belge et le porte-parole de l'association a été entendu par la police suisse (l'association était basée en Suisse). La Motion Picture Association of America s'est félicitée de la fermeture à son initiative de ce « serveur infâme ».

## Procédures judiciaires menées par l'association
En avril 2007, l'association a dénoncé la société Logistep AG pour violation de la loi sur la protection des données.